# ラウラ・ワイエンマイアー
ラウラ・エモンツ（Laura Emonts、1991年4月4日 - ）は、ドイツの元女子バレーボール選手。旧姓はワイエンマイアー（Weihenmaier）。元ドイツ代表。

## 来歴
2000年、ジュニアクラブのTG Tuttlingenに加入しバレーボール選手としてのキャリアをスタートさせる。2009年、メキシコで開催されたジュニア世界選手権で初の金メダル獲得に大きく貢献した。
2009-10シーズンよりSC Potsdamで3シーズンプレーした。2014年、ドイツ代表に初選出される。同年5月のモントルーバレーマスターズでは初優勝を果たした。また、ヨーロッパリーグでは銀メダルを獲得した。同年の世界選手権に出場した。
2024年に現役引退。

## 球歴
- 世界選手権 - 2014年
- ワールドグランプリ - 2014年

## 所属クラブ
- SC Potsdam（2009-2012年）
- Ladies in Black Aachen（2012-2014年）
- シュヴェリーンSC（2014-2015年）
- Ladies in Black Aachen（2015-2016年）
- NawaRo Straubing（2016年）
- VK Prostějov（2016-2018年）
- Olympiacos（2018-2019年）
- SCポツダム（2019-2023年）
- シュヴェリーンSC（2023-2024年）